# Heidrun Schellschmidt
Heidrun Schellschmidt (* 11. Mai 1959 in Lauchhammer-Ost) ist eine deutsche Politikerin (SPD).

## Leben
Schellschmidt hatte in den Jahren 1975 bis 1977 eine Berufsausbildung zur Keramikdekoriererin absolviert, bevor sie anschließend bis 1980 Sintertechnik an der Ingenieur-Schule für Elektrotechnik und Keramik in Hermsdorf in Thüringen studierte. Sie arbeitete dann von 1980 bis 1988 als Technologin und danach bis 1992 als Materialwirtschaftlerin. Im Jahr 1992 machte sei eine Umschulung zur Industriefachwirtin.
In Plessa war sie von 1992 bis 1993 Mitglied der Gemeindevertretung und dort Vorsitzende der SPD-Fraktion. In den Jahren 1993 bis 2005 war sie Kreistagsabgeordnete des Landkreises Elbe-Elster, dort war sie zeitweise stellvertretende SPD-Fraktionsvorsitzende.
Bei der Landtagswahl in Brandenburg 1994 wurde sie als Direktkandidatin der SPD im Wahlkreis 36 (Elbe-Elster II) in den brandenburgischen Landtag gewählt und war zunächst vom 11. Oktober 1994 bis zum 29. September 1999 Landtagsabgeordnete. In dieser Zeit war sie Mitglied im Ausschuss für Ernährung, Landwirtschaft und Forsten und im Petitionsausschuss, ab November 1998 war sie dessen Vorsitzende.
Bei der Landtagswahl im Jahr 1999 schaffte sie die Wiederwahl nicht, sie unterlag in ihrem Wahlkreis gegen Frank Werner von der CDU.
Schellschmidt war dann in der Zeit von 1999 bis 2003 als Verwaltungsangestellte beim Grundstücks- und Vermögensamt in Cottbus tätig.
Am 20. März 2003 wurde sie erneut Mitglied des Landtags Brandenburg, als sie für den kurz zuvor verstorbenen Abgeordneten Joachim Kolbe ins brandenburgische Landesparlament nachrückte. Sie wurde wieder Mitglied im Petitionsausschuss und im Ausschuss für Haushalt und Finanzen, bis sie zum Ende der Legislaturperiode am 13. Oktober 2004 wieder aus dem Landtag ausschied.
Schellschmidt ist verheiratet und Mutter zweier Kinder.